# Lijst van burgemeesters van Culemborg
Dit is een lijst van burgemeesters van de Nederlandse gemeente Culemborg (oude naam Kuilenburg en Kuylenburgh) in de provincie Gelderland.
| Ambtsperiode | Naam burgemeester                                                 | Partij of stroming         | Bijzonderheden                                                                                |
| ------------ | ----------------------------------------------------------------- | -------------------------- | --------------------------------------------------------------------------------------------- |
| .... - 1684  | Andrea Frisius                                                    |                            |                                                                                               |
| 1684 - ....  | Anthony van Gaesbeeck                                             |                            |                                                                                               |
| 1755         | Abraham Perrenot                                                  | Onder stadhouder Willem IV | Schepenburgemeester                                                                           |
| 1755         | Nicolaes Kloekhof                                                 |                            | Stadsburgemeester                                                                             |
| 17??         | Cornelis Albertus Kloekhof                                        |                            | in ieder geval vanaf 1758 tot in ieder geval 1773                                             |
| 1804 - 1809  | Nicholas Holmberg de Beckfelt (Zweedse naam Niclas Kyronius)      |                            |                                                                                               |
| 1811         | Mr. Willem Jakob Renaud                                           |                            | president - of - schepenburgemeester                                                          |
| 1811         | Mr. C.M. Wijnen                                                   |                            | stadsburgemeester                                                                             |
| 1811         | Mr. M.P.A. Roos van Hoytema                                       |                            | maire                                                                                         |
| 1812         | Mr. N. Holmberg de Beckfelt                                       |                            | maire                                                                                         |
| 1813 - 1816  | Mr. B.T. Nedermeijer Bosch                                        |                            | waarnemend maire                                                                              |
| 1816 - 1817  | Mr. C.M. Wijnen                                                   |                            |                                                                                               |
| 1818         | C. de Ridder                                                      |                            |                                                                                               |
| 1819         | C.M. Wijnen                                                       |                            |                                                                                               |
| 1820         | H. van der Meer                                                   |                            |                                                                                               |
| 1821         | Hendrik Paulus van Heijst                                         |                            |                                                                                               |
| 1822         | H. van der Meer                                                   |                            |                                                                                               |
| 1823 - 1831  | Hendrik Paulus van Heijst                                         |                            |                                                                                               |
| 1831 - 1832  | Willem Johan Alpherts                                             |                            | waarnemend                                                                                    |
| 1832 - 1837  | Bartholomeus van der Mandele                                      |                            |                                                                                               |
| 1837 - 1849  | Jacob Johann Heinrich Carl Horn                                   |                            |                                                                                               |
| 1849 - 1856  | Johan Cornelis Francois van Hoytema                               |                            |                                                                                               |
| 1856 - 1867  | Jan Hendrik Albert Ziegenhirt von Rosenthal                       |                            |                                                                                               |
| 1867 - 1872  | Jacobus Gijsbertus Everwijn                                       |                            |                                                                                               |
| 1872 - 1880  | Paul Alexander Conrad Heinrich Theodor Albert Werdmüller von Elgg |                            |                                                                                               |
| 1880 - 1887  | Leonhard Schorer                                                  |                            |                                                                                               |
| 1887 - 1895  | Marinus van Hoogenhuyze                                           |                            |                                                                                               |
| 1896 - 1908  | Constantinus Zacharias Tadema                                     |                            | was burgemeester van Leek                                                                     |
| 1908 - 1915  | Eduard Otto Joseph Maria van Hövell tot Westerflier               | RKSP                       |                                                                                               |
| 1916 - 1926  | Daniël Frederik Johannes van Walsem                               |                            |                                                                                               |
| 1927 - 1944  | Ype Keestra                                                       | RKSP                       |                                                                                               |
| 1944 - 1945  | Marius Marinus Johannes de Kruijff                                | NSB                        | waarnemend, tevens waarnemend burgemeester van Geldermalsen                                   |
| 1945         | Johann Friedrich Remmert                                          | NSB                        | waarnemend, tevens waarnemend burgemeester van Geldermalsen                                   |
| 1945 - 1946  | Albertus Pieter Klumper                                           |                            | waarnemend                                                                                    |
| 1946         | Adrianus Schouten                                                 | VVD                        | waarnemend                                                                                    |
| 1946 - 1950  | Ype Keestra                                                       | KVP                        |                                                                                               |
| 1950         | Adrianus Schouten                                                 | VVD                        | waarnemend                                                                                    |
| 1950 - 1966  | Hendrik van Koningsbruggen                                        | KVP                        | in 1960 was Jan Willem Noteboom tijdens ziekte van Van Koningsbruggen waarnemend burgemeester |
| 1966 - 1967  | Ton Stadhouders                                                   | KVP                        | waarnemend                                                                                    |
| 1967 - 1982  | Leonard Hermans                                                   | KVP / PPR / partijloos     |                                                                                               |
| 1982 - 1989  | Michel Jager                                                      | D66                        |                                                                                               |
| 1989 - 1990  | Ben van Zwieten                                                   | CDA                        | waarnemend                                                                                    |
| 1990 - 1997  | Mieke Bloemendaal-Lindhout                                        | D66                        |                                                                                               |
| 1997 - 1998  | Jean Eigeman                                                      | PvdA                       | waarnemend                                                                                    |
| 1998 - 2004  | Annemiek Toonen                                                   | PvdA                       |                                                                                               |
| 2004 - 2006  | Frans Moree                                                       | SGP                        | waarnemend                                                                                    |
| 2006 - 2016  | Roland van Schelven                                               | D66                        |                                                                                               |
| 2016 - 2017  | Kees Jan de Vet                                                   | CDA                        | waarnemend                                                                                    |
| 2017 - 2025  | Gerdo van Grootheest                                              | GL                         |                                                                                               |
| 2025 - 2025  | Jaco Geurts                                                       | CDA                        | waarnemend (van januari t/m april, werd burgemeester van Bunschoten)                          |
| 2025 - heden | Gerard Renkema                                                    | CDA                        | waarnemend                                                                                    |